# 波莉北極星
波莉北極星（日语： POLLY POLARIS */?）為日本職棒北海道日本火腿鬥士的吉祥物。主題是北海道的原生動物蝦夷栗鼠。

## 特徵
- 火腿隊第一隻女性吉祥物。
- BB熊兒時的玩伴。

## 來歷

### 2012年-2013年
- 2012年12月23日：在札幌巨蛋舉行的粉絲祭，作為火腿遷移到北海道十週年，宣布的新吉祥物。
- 2012年12月24日：參加札幌市內的優勝遊行。
- 2013年3月30日：在火腿對埼玉西武獅的比賽中，正式在一軍登場。
- 之後與BB熊參演野口觀光有限公司（日语：野口観光株式会社）的廣告。